# Jan Kanty Iłowiecki

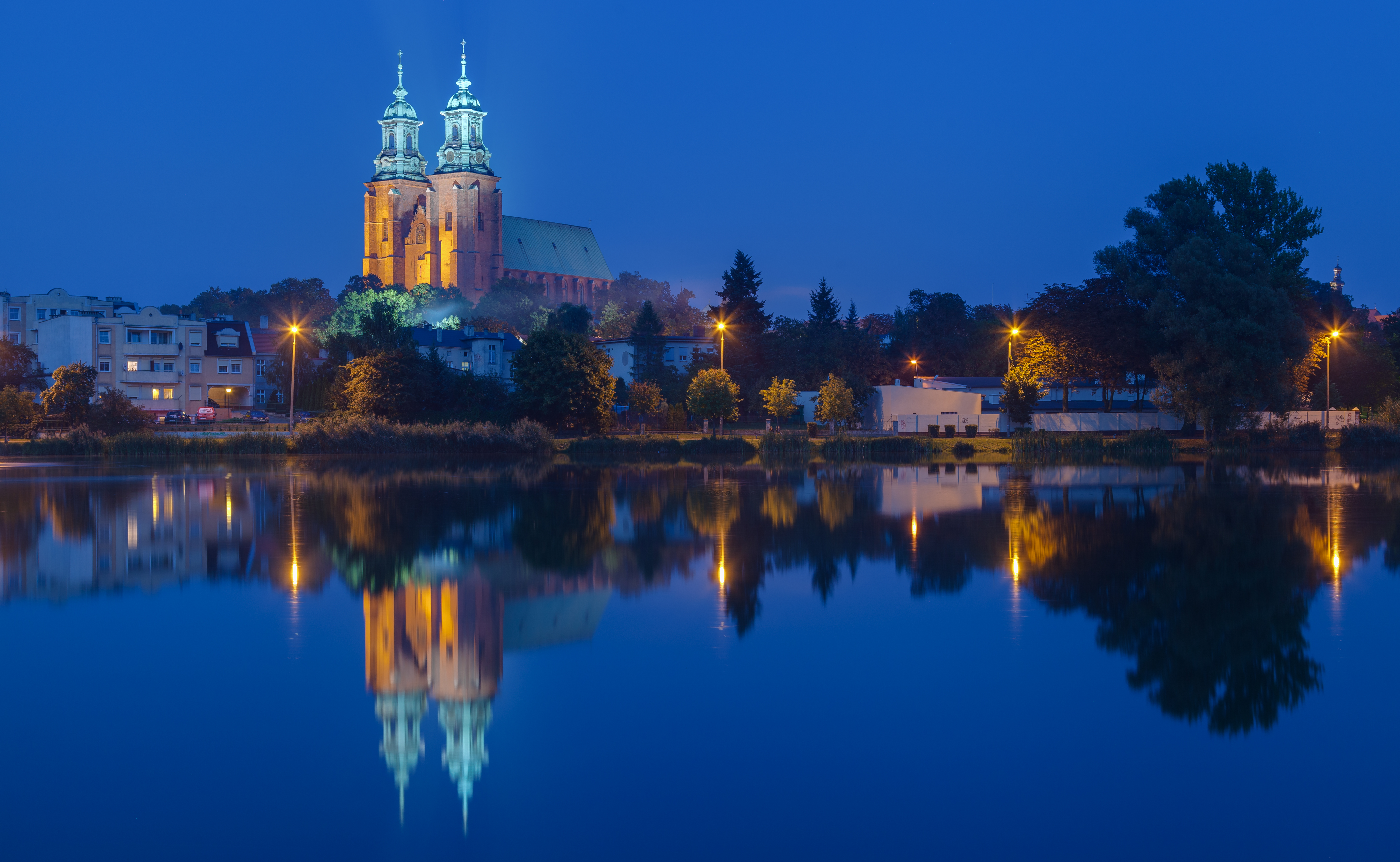
Bazylika prymasowska Wniebowzięcia Najświętszej Maryi Panny w Gnieźnie.

Jan Kanty Maksymilian Iłowiecki herbu Ostoja (zm. 1801) – kanonik gnieźnieński i poznański, prałat poznański, absolwent Akademii Krakowskiej, doktor obojga praw, proboszcz w Sośnicy.

## Życiorys
Należał do heraldycznego rodu Ostojów (Mościców). Przodkowie Iłowieckiego wywodzili się z Iłówca w Wielkopolsce. Jego rodzina była wymieniana przez Bartosza Paprockigo i Kaspra Niesieckiego.
Był synem Stanisława i Heleny Gądkowskiej h. Korab. Studiował na Akademii Krakowskiej, gdzie uzyskał dyplom doktora obojga praw w roku 1764. Tego roku został też kanonikiem poznańskim. Był proboszczem w Sośnicy. W roku 1771 został kanonikiem gnieźnieńskim. Dnia 11 lutego 1788 roku obrano go prałatem kanclerzem poznańskim. W roku 1797 podarował kapitule gnieźnieńskiej z własnych środków 4000 zł. Zmarł w sędziwym wieku dnia 14 czerwca 1801 roku w Gnieźnie.